# Matucana weberbaueri
Matucana weberbaueri ist eine Pflanzenart in der Gattung Matucana aus der Familie der Kakteengewächse (Cactaceae). Das Artepitheton weberbaueri ehrt den preußischen Biologen August Weberbauer.

## Beschreibung
Matucana weberbaueri wächst meist einzeln mit kugelförmigen bis etwas zylindrischen, grünen Trieben und erreicht bei Durchmessern von 12 Zentimetern Wuchshöhen von bis zu 20 Zentimeter. Es sind 18 bis 30 quer gefurchte und so in Höcker gegliederte Rippen vorhanden. Die 25 bis 30 geraden, nadeligen, goldfarbenen bis dunkelbraunen Dornen lassen sich nicht in Mittel- und Randdornen unterscheiden. Sie sind 1 bis 5 Zentimeter lang.
Die geraden bis etwas schiefsaumigen, zitronengelben bis orangefarbenen Blüten sind bis zu 6 Zentimeter lang und weisen einen Durchmesser von 3 Zentimeter auf. Die eiförmigen, roten und grünen Früchte erreichen einen Durchmesser von 8 Millimeter.

## Verbreitung, Systematik und Gefährdung
Matucana weberbaueri ist in der peruanischen Region Amazonas bei Otuzco auf der Ostseite des Río Marañón bei Balsas in Höhenlagen von 2000 bis 2100 Metern verbreitet.
Die Erstbeschreibung als Echinocactus weberbaueri erfolgte 1913 durch Friedrich Karl Johann Vaupel. Curt Backeberg stellte die Art 1939 in die Gattung Matucana. Synonyme sind Submatucana weberbaueri (Vaupel) hort. (ohne Jahr, nom. inval. ICBN-Artikel 29.1) und Borzicactus weberbaueri (Vaupel) Donald (1971).
In der Roten Liste gefährdeter Arten der IUCN wird die Art als „Endangered (EN)“, d. h. als stark gefährdet geführt.

## Nachweise